# اورمله
اورمله (به ایتالیایی: Ormelle) یک کومونه در ایتالیا است که در استان ترویزو واقع شده‌است. اورمله ۱۸٫۸ کیلومتر مربع مساحت و ۴٬۲۶۲ نفر جمعیت دارد.